# Hydroporus multipunctatus
Hydroporus multipunctatus là một loài bọ cánh cứng trong họ Bọ nước. Loài này được Statz miêu tả khoa học năm 1939.